# Bartholomew (Vorname)
Bartholomew ist ein männlicher Vorname.

## Bedeutung
Bartholomew ist eine englische Variante von Bartholomäus.

## Variationen
Im englischen Sprachraum verbreitete Kurz- und Koseformen sind Bart (vereinzelt auch Barth) und Bertie. 
Selten sind die Nebenformen Barthelemy und Bartholemew sowie die Kurzformen Bartle, Bartin und Bates.

## Bekannte Namensträger
- Bartholomew (Exeter) (um 1110–1184), Bischof von Exeter
- Patrick Bartholomew Ahern (* 1951), irischer Politiker, Ministerpräsident 1997–2008, siehe Bertie Ahern
- Bartholomew de Badlesmere, 1. Baron Badlesmere (um 1275–1322), englischer Adliger, Militär und Rebell
- Bartholomew Ball († 1573), irischer Kaufmann, Ratsherr und Bürgermeister von Dublin
- Bartholomew Clerke (um 1537–1590), englischer Jurist, Politiker und Diplomat
- Bartholomew Joseph Eustace (1887–1956), Bischof von Camden
- Bartholomew Gosnold (1572–1607), englischer Rechtsanwalt, Unternehmer und Entdeckungsreisender
- Bartholomew Green (Drucker, 1666) (1666–1732), US-amerikanischer Drucker und Zeitungsredakteur
- Bartholomew Green (Drucker, 1699) (1699–1751), US-amerikanischer Drucker
- Bartholomew Griffin, englischer Dichter
- Bartholomew Newsam (vor 1558–1593), englischer Hofuhrmacher
- Bartholomew Ogbeche (* 1984), nigerianischer Fußballspieler
- Bartholomew Roberts (1682–1722), walisischer Pirat
- Bartholomew JoJo Simpson, Zeichentrickfigur aus der Fernsehserie „Die Simpsons“, siehe Bart Simpson
- Bartholomew Ulufa'alu (1950–2007), salomonischer Politiker, von 1997 bis 2000 Premierminister der Salomonen
- Bartholomew Vanhomrigh (um 1665–1703), niederländisch-irischer Kaufmann und Oberbürgermeister von Dublin
- Bartholomew Stanley Wilson (1884–1938), irischer römisch-katholischer Ordensgeistlicher